# Pax (Survage)
Pour les articles homonymes, voir Pax.
Pax est une fresque peinte par Léopold Survage en 1958. Ode à la paix de 25 mètres par 5, elle orne la salle des fêtes du palais des congrès de Liège, en Belgique.